# Oleuropeína

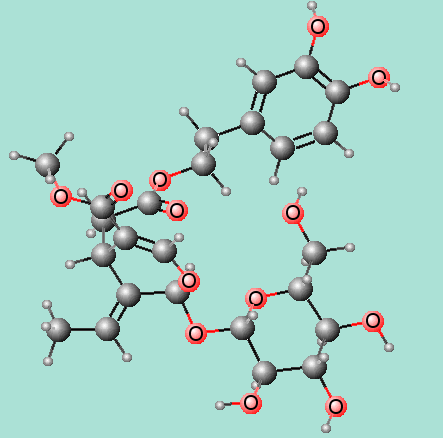
Molécula en 3D de la Oleuropeína

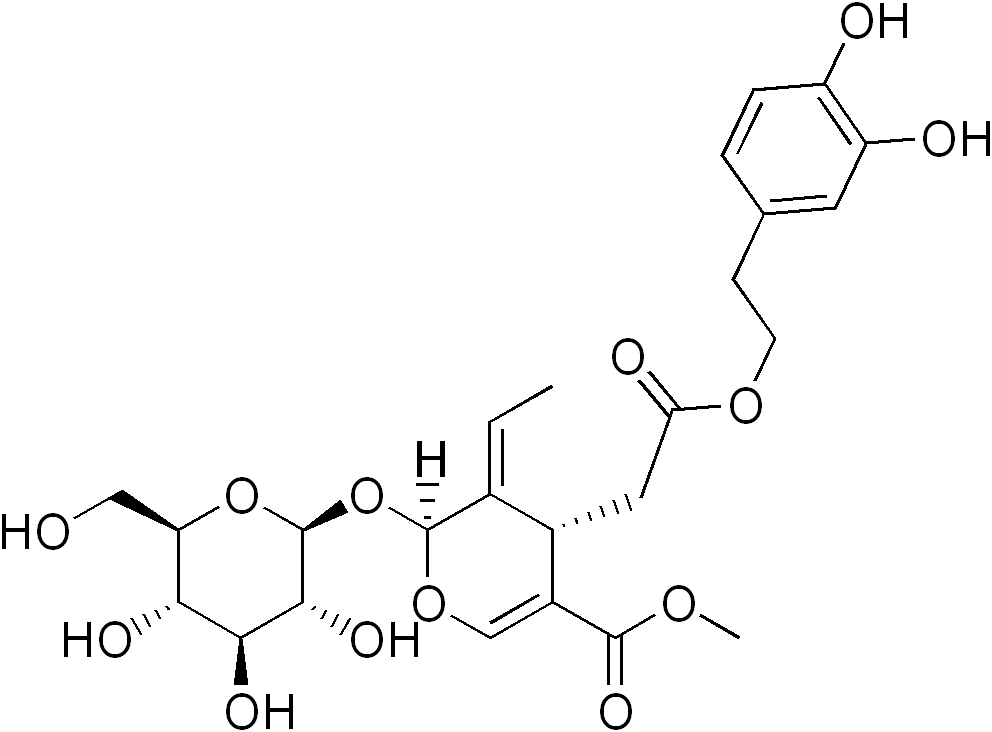
Oleuropeína Nombre IUPAC:
Ácido metil éster (4S,5E,6S)-4-[2-[2-(3,4-diidroxifenil)etoxi]-2-oxoetil]-5-etilideno-6-[
[(2S,3R,4S,5S,6R)-3,4,5-trihidroxi-6-(hidroximetil)-2-tetrahidropiranil]oxy]-4H-pirano-3-carboxílico.

La oleuropeína es un glucósido secoiridoide esterificado con un alcohol fenilpropanoide. Es el componente fenólico mayoritario de la pulpa de las aceitunas verdes (de la variedad Olea europaea que da nombre al glicósido). También las hojas de olivo contienen oleuropeína como componente principal. Puede encontrarse en el aceite de oliva extra virgen al que le da su sabor amargo.

## Acciones
La oleuropeína es responsable del intenso sabor amargo de las mismas. Durante el proceso de maduración, y gracias a la acción de β-glucosidasas presentes en el fruto, esta sustancia se transforma en una serie de derivados secoiridoideos, que pasan al aceite de oliva extra virgen, protegiendo a éste frente a la oxidación natural.

## Efectos farmacológicos
En estudios en animales, se demostró que la oleuropeína (administrada en inyección o por vía intravenosa), reduce la presión arterial y dilata las arterias coronarias. Además, en un estudio in vitro se observó que la oleuropeína inhibe la oxidación del colesterol transportado por lipoproteínas de baja densidad (LDL). La oxidación del LDL-colesterol puede llevar a la aparición de cardiopatías.
La oleuropeína de las aceitunas también puede tener ciertas propiedades antibacterianas. Cuando las aceitunas crudas se meten en salmuera para conservarlas, la oleuropeína se convierte en otra sustancia química llamada ácido oleanólico. In vitro, el ácido oleanólico tiene actividad antibacteriana contra varias especies, como Staphylococcus aureus y Bacillus subtilis. No se sabe si la oleuropeína de las hojas sufre esta transformación de forma natural, lo que pone en duda sus efectos antibacterianos.
La oleuropeina y su metabolito, el hidroxitirosol tienen una actividad antioxidante poderosa tanto in vivo como in vitro. Ambos le dan al aceite de oliva extra virgen su clásico sabor amargo y pungente. Algunos investigadores afirman que preparaciones de oleuropeína fortalecen el sistema inmunológico, mientras que algunos estudios sugieren que podría minimizar el avance de la fibrosis pulmonar.

## Dosis terapéutica
No se ha establecido cuál es la cantidad de hojas de olivo que hay que consumir para que exista un efecto terapéutico eficaz de la oleuropeína.